# Bardo Böhlefeld
Bardo Böhlefeld (* 5. März 1988 in Rom) ist ein deutscher Schauspieler.

## Leben
Die Mutter von Böhlefeld (Jaleh Böhlefeld) ist Iranerin, sein Vater (Ingo Böhlefeld) ist Deutscher. Die Eltern lernten sich in Teheran in der deutschen Botschaft kennen. In Rom wurden schließlich er und sein jüngerer Bruder geboren, bevor die Familie von 1990 bis 1996 in Johannesburg lebte, wo Bardo die Deutsche Schule Johannesburg besuchte. Danach zog die Familie berufsbedingt in die Nähe von Bonn nach Wesseling und lebte dort für drei Jahre, ehe der Regierungsumzug sie nach Berlin führte.
Von da an besuchte er die Grundschule am Buschgraben und ging später auf das Werner-von-Siemens Gymnasium Zehlendorf, wo er 2008 sein Abitur machte.
Von 2009 bis 2013 studierte er Schauspiel an der Universität der Künste Berlin. Während seines Studiums gastierte er bereits an verschiedenen Berliner Bühnen, unter anderem am Maxim Gorki Theater, am Theater Strahl und beim Hebbel am Ufer (HAU). Es folgten Gastengagements am Deutschen Theater Berlin, Hans-Otto Theater Potsdam und den Vereinigten Bühnen Bozen. Von 2014 bis 2017 gehörte er unter der Intendanz von Erich Sidler zum Ensemble des Deutschen Theaters Göttingen. Für seine Darstellung als Schmitz in Biedermann und die Brandstifter – unter der Regie von Lucia Bihler – erhielt er den Nachwuchsförderpreis des Deutschen Theaters Göttingen.
Von 2017 bis 2019 wirkte Bardo Böhlefeld in einigen Gastengagements mit, u. a. am Schauspiel Hannover, Schauspielhaus Wien und am Berliner Ensemble.
Bardo Böhlefeld gehörte von 2019 bis 2023 dem Ensemble des Wiener Burgtheaters an.
Neben dem Theater ist Böhlefeld auch in diversen Film- und Fernsehproduktionen zu sehen. So spielte er in der Kinoproduktion Der Russe ist einer, der Birken liebt - unter der Regie von Pola Beck - die Rolle des Sami, an der Seite von Aylin Tezel und Sohel Altan Gol. Der Film feierte im November 2022 seine Premiere und wurde für den Grimme-Preis 2025 nominiert.

## Filmografie
- 2013: Jesus Cries (Kinofilm)
- 2015: Nixen (Kinofilm)
- 2018: Der Schrei (Kinofilm)
- 2019: Darkroom – Tödliche Tropfen (Fernsehfilm)
- 2020: Der Russe ist einer, der Birken liebt (Kinofilm)
- 2022: The Grimm Reality (Fernsehserie)
- 2023: Kroatien-Krimi (Fernsehreihe)
- 2023: Call me Levi (Fernsehserie)
- 2023: Angemessen Angry (Fernsehserie)
- 2024: Tatort: Zugzwang (Fernsehreihe)

## Theaterrollen
- 2010: Weißbrotmusik von Marianna Salzmann – Regie: Nick Hartnagel – bat-Studiotheater Berlin/Theater Strahl Berlin
- 2011: div. Rollen in Merlin oder das wüste Land von Tankred Dorst – Regie: Prinzip Gonzo – Uni.T/Theater der UdK Berlin
- 2011: Long Bet One von Hermann Schmidt-Rahmer – Regie: Hermann Schmidt-Rahmer – HAU Berlin
- 2012: Arm durch Arbeit von Markus Breitscheidel – Regie: Brit Bartkowiak – Deutsches Theater Berlin
- 2012: Der Goldene Drache von Roland Schimmelpfennig – Regie: Brit Bartkowiak – Deutsches Theater Berlin
- 2013: Das Ballhaus in der Fassung von Maxi Obexer – Regie: Bettina Bruinier – Vereinigte Bühnen Bozen
- 2013: Der König hinter dem Spiegel von Rudolf Herfurtner – Regie: Marita Erxleben – Hans Otto Theater Potsdam
- 2013: Timm Thaler von James Krüss – Regie: Marita Erxleben – Hans Otto Theater Potsdam
- 2014: Spam. Fünfzig Tage von Roland Schimmelpfennig – Regie: Johannes Ender – Deutsches Theater Göttingen
- 2014: Ein Sommernachtstraum von William Shakespeare – Regie: Matthias Kaschig – Deutsches Theater Göttingen
- 2014: Homo Empathicus von Rebekka Kricheldorf – Regie: Erich Sidler – Deutsches Theater Göttingen
- 2015: Das Fräulein Pollinger von Traugott Krischke nach Ödön von Horvath – Regie: Florian Eppinger – Deutsches Theater Göttingen
- 2015: Parzival von Lukas Bärfuss – Regie: Brit Bartkowiak – Deutsches Theater Göttingen
- 2015: Fremdes Haus von Dea Loher – Regie: Mark Zurmühle – Deutsches Theater Göttingen
- 2015: Die Schneekönigin von Hans-Christian Andersen – Regie: Nele Weber – Deutsches Theater Göttingen
- 2015: Biedermann und die Brandstifter von Max Frisch – Regie: Lucia Bihler – Deutsches Theater Göttingen
- 2015: Die Schutzbefohlenen von Elfriede Jelinek – Regie: Erich Sidler – Deutsches Theater Göttingen
- 2016: Sofja – Revolution of a Stare Body von Anne Jelena Schulte – Regie: Antje Thoms – Deutsches Theater Göttingen
- 2016: Irrungen.Wirrungen von Theodor Fontane – Regie: Jakob Weiss – Deutsches Theater Göttingen
- 2016: Familiengeschäfte von Alan Ayckbourn – Regie: Erich Sidler – Deutsches Theater Göttingen
- 2016: Romulus der Große von Friedrich Dürrenmatt – Regie: Matthias Kaschig – Deutsches Theater Göttingen
- 2016: Mein Kampf von George Tabori – Regie: Lucia Bihler – Deutsches Theater Göttingen
- 2016: Unser Lehrer ist ein Troll von Dennis Kelly – Regie: Lisa van Buren – Deutsches Theater Göttingen
- 2016: Die Netzwelt von Jennifer Hayley – Regie: Thomas Dannemann – Deutsches Theater Göttingen
- 2017: Invasion von Jonas Hassen Khemiri – Regie: Milena Paulovics – Junges Theater Göttingen
- 2017: Judith von Friedrich Hebbel – Regie: Matthias Kaschig – Deutsches Theater Göttingen
- 2017: Tod für Eins Achtzig Geld von Franziska vom Heede – Regie: Nick Hartnagel – Schauspiel Hannover
- 2018: Die Hauptstadt von Robert Menasse – Regie: Lucia Bihler – Schauspielhaus Wien
- 2019: heiner 1–4 (Engel fliegend, abgelauscht) von Fritz Kater – Regie: Lars-Ole Walburg – Berliner Ensemble
- 2019: Die Hermannsschlacht von Heinrich von Kleist – Regie: Martin Kusej – Burgtheater Wien
- 2020: This is Venice von William Shakespeare – Regie: Sebastian Nübling – Burgtheater Wien
- 2021: Der Fiskus von Felicia Zeller – Regie: Anita Vulesica – Burgtheater Wien
- 2021: Komplizen von Simon Stone – Regie: Simon Stone – Burgtheater Wien
- 2021: Der Selbstmörder von Nikolai Erdman – Regie: Peter Jordan / Leonhard Koppelmann – Burgtheater Wien
- 2022: Die Ärztin von Robert Icke – Regie: Robert Icke – Burgtheater Wien
- 2022: Am Ende Licht von Simon Stephens – Regie: Lilja Rupprecht – Burgtheater Wien

## Auszeichnungen
- 2012: IKARUS – Berliner Theaterpreis für herausragende Inszenierungen (Weißbrotmusik)
- 2015: Nachwuchsförderpreis des Fördervereins Deutschen Theaters Göttingen
- 2022: Nominierung als bester Nachwuchsschauspieler für den Förderpreis Neues Deutsches Kino beim Filmfest München[8]